# Лазарь (Пухало)

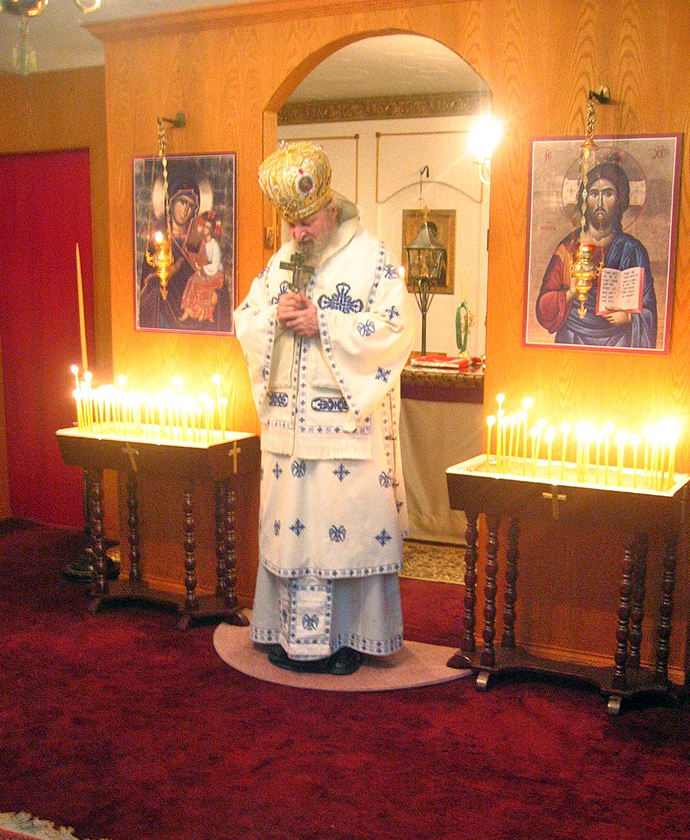

Архиепископ Лазарь (в миру Лев Хэйлер-Пухало или Пугало, англ. Lev Haler-Puhalo, при рождении Рональд Леви Хэйлер, англ. Ronald Levi Haler; 12 января 1941, селение Лэйди Лэйк, Саскачеван) — епископ Православной церкви в Америке на покое с титулом «архиепископ Оттавский». Основатель и настоятель Монастыря всех святых Северной Америки, расположенного в Канаде.
Архиепископ Лазарь известен как плодовитый автор порой противоречивых богословских трудов, особенно в отношении его критики учения о воздушных мытарствах.

## Биография
Родился 12 января 1941 года в Канаде. Имеет двоих сводных братьев и двоих сводных сестёр.
Перешёл в православие. Вместе со своим другом Василием Новакшоновым занимались переводом Святых Отцов, пробовали вести монашескую жизнь. В 1968 году они были на Афоне, где обсуждали идею создания православного монастыря в Канаде. Некоторые афонские монахи посоветовали им не медлить.
Труды начинались в крошечной хижине с земляным полом, находившийся к востоку от Руоздэйла в Британской Колумбии. Василий продолжал работу в библиотеке для финансирования как монастыря, так и миссионерской работы.
К ноябрю 1969 года из дерева построено более половины этажа. Сырой и холодной зимой 1969—1970 в кровле обнаружены множественные протечки, а само здание оказалось плохо построенным. Келиями служили два листа пластмассы с керосиновой горелкой между ними, кухней — газовая печь Coleman и кран с холодной водой. Так был основан монастырь Всех святых Северной Америки.
Перевод книг начался с Жития святого Феофила Киево-Печерского, Христа ради юродивого, Жития Ксении Петербургской (опубликовано в Джорданвилле) и значительной части истории Российских императорских коронаций для Комитета русской православной молодёжи.
В 1970 году монастырь привёл симпозиум в местной аудитории, озаглавленный «Забытые Голоса, Женщины в Древней Церкви» (англ. Forgotten Voices, Women in the Early Church).

### В РПЦЗ
В 1972 году Лев был рукоположён в сан диакона в Русской Православной Церкви заграницей (РПЦЗ). В 1973 году назначен служить на приход в США.
В 1973 году монастырь переехал в более обустроенное помещение, которое находилось к югу от Чиллиуэка в Британской Колумбии. В том же году Лев Пухало основал издательство Synaxis Press. Начинаются публикации журнала «Canadian Orthodox Missionary» (Канадский православный миссионер). В 1974 году опубликован первый выпуск «Synaxis Theological Journal».
В 1976 году диакон Лев возвращается чтобы возобновить развитие монастыря. Он много путешествует, читая лекции и делая доклады для молодёжи. За это время он проникся сочувствием к тем православным, кто жил вдали от церкви. Он часто проезжал до 10000 миль на автобусах в год ради тех, кто изолирован или тех, кто просил о беседе.
В 1980 году Архиерейским Синодом Русской Зарубежной Церкви диакону Льву было приказано прекратить чтение лекций в приходах на тему воздушных мытарств, что он проигнорировал. В том же году был запрещён в РПЦЗ за неподчинение своему епископу, проповедовать своей ереси о «сне души» и «за то, что вступил в юрисдикцию, не находящююся в общении с РПЦЗ» — перешёл в неканоническую «Свободную Сербскую Православную церковь».

### В «Свободной Сербской Православной Церкви»
В марте 1981 года в ответ на прошение, поданное в 1980 году небольшой группой румынских канадцев, которые хотели молиться в монастырской часовне, епископ Новограчаникский Ириней (Ковачевич) рукополагает диакона Льва в священники для новообразованного прихода святителя Тихона и для монастыря, и постригает его в монашество с именем Лазарь. Позже Лазарь постриг в монашество Василия Новакшёнова с именем Варлаам.
В 1983 году Лазарь предлагает помочь группе сербов основать приход в Лос-Анджелесе с богослужениями на церковно-славянском и английском языках.
В какой-то момент к Лазарю обратились, чтобы он помог основать Сербскую православную семинарию святого Саввы для Новограчаникской метрополии. Митрополит Иреней (Ковачевич) рукополагает монаха Варлаама в священники, для служения на приходе. Лазарь остаётся там в течение трёх лет.
В 1985 году Приход Святого Николая в Лэнгли, Британская Колумбия, обратился к монастырю за помощью и за священником, и, таким образом, стал вторым англоязычным православным приходом данной юрисдикции в Западной Канаде.

### Скитания среди раскольнических сообществ
В 1988 году Лазарь переходит в греческую старостильную юрисдикцию «Церковь Истинно-Православных Христиан Греции» (Христозомовский синод) и там митрополитом Северной и Южной Америки Паисием (Лулургасом) возведён в сан архимандрита.
В 1990 году Архимандрит Лазарь переходит в другую неканоническую юрисдикцию — «Священный Миланский Синод», возглавляемый Евлогием (Хесслером).
28 сентября 1990 года в том же году был хиротонисан во епископа Ванкуверского. Хиротонию совершили митрополит Миланский Евлогий (Хесслер), архиепископ Туринский Григорий (Басолини) и епископ Парижский Вигилий (Морал).
В ноябре 1991 года после поисков, монастырь смог приобрести в собственность землю, на которой он располагается сегодня. Место было названо Новый Острог (New Ostrog), в честь монастыря Острог в Черногории, основанного святым Василием Острожским.
В 1994 году «Миланский Синод» на правах автономии был принят в юрисдикцию неканонической Украинской православной церкви Киевского патриархата. В том же году Лазарь был возведён главой УПЦ-КП Владимиром (Романюком) в достоинство «архиепископа Оттавского и Канадского», а возглавляемой им епархии были дарованы права автономного существования и усвоено наименование «Православная Церковь Канады». Новообразованная «Православная Церковь Канады» была известна своей активной миссионерской деятельностью. Её официальным органом являлся ежемесячный журнал «The Canadian Orthodox Missionary».
В 1996 году «Миланский Синод» прервал общение с Киевским патриархатом, однако архиепископ Лазарь совместно с Варлаамом (Новокшоновым) пожелали остаться в Киевском патриархате и без отпускных грамот перешли вместе с основанным ими монастырём в юрисдикцию УПЦ КП.

### В Православной церкви в Америке
В 2002 году вместе с Варлаамом (Новакшоновым) подал прошение о приёме в клир Православной церкви в Америке (ПЦА). Синод 24 мая 2002 года решил принять Лазаря и Варлаама, что и произошло в 2003 году. Был принят как «бывший архиепископ Оттавский и Канадский». Вместе с ним в ПЦА перешёл возглавляемый ими монастырь и Никольская церковь в Лэнгли, которая являлась подворьем монастыря. Воссоединение раскольнических архиереев с канонической Церковью состоялось с признанием их архиерейского достоинства, но без назначения на епископские кафедры.
Служил Православной церкви в Америке в качестве помощника архиепископа Канадского по связям с правительством Канады. Совершал по благоволению правящего епископа пострижения и рукоположения.
В 2007 году архиепископ Лазарь и епископ Варлаам передали церковь святителя Николая в Лэнгли Канадской архиепископии. Регулярные службы стали совершаться в канадском монастыре Всех Святых Северной Америки.
Проживает в Дьюдни (Британская Колумбия) в монастыре Всех Святых Земли Американской вместе со своим сподвижником Варлаамом (Новакшоновым).

## Публикации
- The Soul, the Body, and Death
- The Creation and Fall
- The Ikon as Scripture
- The Evidence of Things Not Seen
- The Scriptural and Spiritual Meaning of the Orthodox Christian Fasts
- Innokenty of Alaska
- Great Fathers of the Church
- On Orthodox Christian Systematic Prayer
- On the Nature of Heaven and Hell According to the Holy Fathers
- On the Commemoration of the Dead
- The Mystery of Love and Marriage
- On the Baptism of Infants
- The Veneration of the Theotokos
- The Saints of the Church
- On Angels
- On Evil Spirits
- The Scriptural and Spiritual Meaning of Orthodox Christian Monasticism
- Sacraments or Holy Mysteries?
- The Most Holy Theotokos
- Akathist Hymn for the Theotokos «Joy of Canada»
- Twelve Great Feast Days